# Lux (Saona i Loira)
Lux és un municipi francès, situat al departament de Saona i Loira i a la regió de Borgonya - Franc Comtat. L'any 2007 tenia 1.673 habitants.

## Demografia

### Població
El 2007 la població de fet de Lux era de 1.673 persones. Hi havia 672 famílies, de les quals 188 eren unipersonals (84 homes vivint sols i 104 dones vivint soles), 244 parelles sense fills, 200 parelles amb fills i 40 famílies monoparentals amb fills.
La població ha evolucionat segons el següent gràfic:
Habitants censats

### Habitatges
El 2007 hi havia 728 habitatges, 696 eren l'habitatge principal de la família, 7 eren segones residències i 25 estaven desocupats. 542 eren cases i 185 eren apartaments. Dels 696 habitatges principals, 428 estaven ocupats pels seus propietaris, 259 estaven llogats i ocupats pels llogaters i 8 estaven cedits a títol gratuït; 4 tenien una cambra, 59 en tenien dues, 128 en tenien tres, 213 en tenien quatre i 291 en tenien cinc o més. 394 habitatges disposaven pel capbaix d'una plaça de pàrquing. A 313 habitatges hi havia un automòbil i a 311 n'hi havia dos o més.

### Piràmide de població
La piràmide de població per edats i sexe el 2009 era:
| Homes | Edats   | Dones |
| ----- | ------- | ----- |
| 0     | 95 o +  | 4     |
| 0     | 90 a 94 | 0     |
| 0     | 85 a 89 | 4     |
| 16    | 80 a 84 | 12    |
| 40    | 75 a 79 | 40    |
| 28    | 70 a 74 | 68    |
| 24    | 65 a 69 | 28    |
| 24    | 60 a 64 | 20    |
| 56    | 55 a 59 | 52    |
| 92    | 50 a 54 | 84    |
| 76    | 45 a 49 | 68    |
| 44    | 40 a 44 | 60    |
| 60    | 35 a 39 | 56    |
| 52    | 30 a 34 | 52    |
| 44    | 25 a 29 | 40    |
| 28    | 20 a 24 | 64    |
| 88    | 15 a 19 | 44    |
| 36    | 10 a 14 | 48    |
| 52    | 5 a 9   | 36    |
| 36    | 0 a 4   | 40    |

## Economia
El 2007 la població en edat de treballar era de 1.135 persones, 806 eren actives i 329 eren inactives. De les 806 persones actives 740 estaven ocupades (397 homes i 343 dones) i 66 estaven aturades (33 homes i 33 dones). De les 329 persones inactives 121 estaven jubilades, 111 estaven estudiant i 97 estaven classificades com a «altres inactius».

### Ingressos
El 2009 a Lux hi havia 743 unitats fiscals que integraven 1.713,5 persones, la mediana anual d'ingressos fiscals per persona era de 18.787 €.

### Activitats econòmiques
Dels 47 establiments que hi havia el 2007, 1 era d'una empresa alimentària, 2 d'empreses de fabricació d'altres productes industrials, 7 d'empreses de construcció, 18 d'empreses de comerç i reparació d'automòbils, 2 d'empreses de transport, 4 d'empreses d'hostatgeria i restauració, 2 d'empreses financeres, 2 d'empreses immobiliàries, 1 d'una empresa de serveis, 4 d'entitats de l'administració pública i 4 d'empreses classificades com a «altres activitats de serveis».
Dels 8 establiments de servei als particulars que hi havia el 2009, 1 era un taller de reparació d'automòbils i de material agrícola, 2 paletes, 1 guixaire pintor, 1 lampisteria, 2 perruqueries i 1 saló de bellesa.
Dels 6 establiments comercials que hi havia el 2009, 1 era una botiga de menys de 120 m², 3 botigues de mobles, 1 una botiga de material de revestiment de parets i terra i 1 una joieria.
L'any 2000 a Lux hi havia 3 explotacions agrícoles que ocupaven un total de 531 hectàrees.

## Equipaments sanitaris i escolars
El 2009 hi havia 1 psiquiàtric i 1 farmàcia.
El 2009 hi havia 1 escola maternal i 1 escola elemental.

## Poblacions més properes
El següent diagrama mostra les poblacions més properes.